# Gerhard von Haren, der Jüngere
Gerhard von Haren, der Jüngere (* um 1407; † 1458) war Schöffe und Bürgermeister der Reichsstadt Aachen.

## Leben und Wirken
Der Sohn der Eheleute Gerhard von Haren und Mette (Mechtildis) Holzappel zu Täsch und Bruder von Adam von Haren, der Ältere stammte von der Linie Haren-Voerendaal des alten Patriziergeschlechts Van Haren aus der ehemaligen Herrschaft Valkenburg ab. Er trat erstmals 1432 als Mitglied des Stadtrats von Aachen urkundlich in Erscheinung und wurde ein Jahr später in das Schöffenkollegium aufgenommen. Im Jahr 1442 wurde von Haren zum Christoffel der Albrechtsgrafschaft ernannt und 1450 zum Bürgermeister gewählt.
Van Haren brachte es zu bedeutendem Wohlstand und erbte von seinem Vater unter anderem das Haus Lewenberg, ein auf dem Büchel (ehem. Nr. 1137) gelegenes städtischen Anwesens, welches er 1442 für zwölf Jahre an die einflussreiche Gesellschaft von Lewenberg verpachtete, die später ins Haus „Zum Bock“ am Markt (Hausnr. 44) umzog und seither Bockzunft genannt wurde. Es war die Gesellschaft, in der sich neben dem Stadtpatriziat insbesondere die Gelehrten, Ärzte, Juristen, Kaufleute und Beamte organisiert hatten. Darüber hinaus besaß von Haren als Lehnsmann der Propstei des Aachener Münsterstiftes umfangreiche Ländereien und erwarb mehrere Häuser in der Stadt Aachen.
Gerhard von Haren war in erster Ehe verheiratet mit Maria von Bure und vermählte sich in zweiter Ehe mit Eva Buck, der Tochter des Bürgermeisters Lambrecht Buck.